# George Kemball
Sir George Vere Kemball, KCMG, CB, DSO, RA (1859–1941) foi um Major-general do Exército Britânico do século XIX e início do século XX. Ele foi um oficial de carreira do Exército Britânico, passando a maior parte de sua carreira na Índia e na África. Combateu na Primeira Guerra Mundial, em França e na Mesopotâmia.